# 大塘村
大塘村，又名天池村，以寓天池出龍之意，位於中國廣州市海珠區中部，是一座有數百年歷史的村落。
大塘的廣州話拼音是 daai6 tong4（“塘”音同“唐”）。大塘村本地人的“塘”字發音也是標準的廣州話發音，但是1990年代開始，途徑或總站是大塘的公共汽車報站錄音中，“塘”字發成了第二聲。久而久之，這些錯誤的錄音誤導了外來人員和部分廣州人。其實，“塘”字在廣州話中只有一個讀音。

## 地理

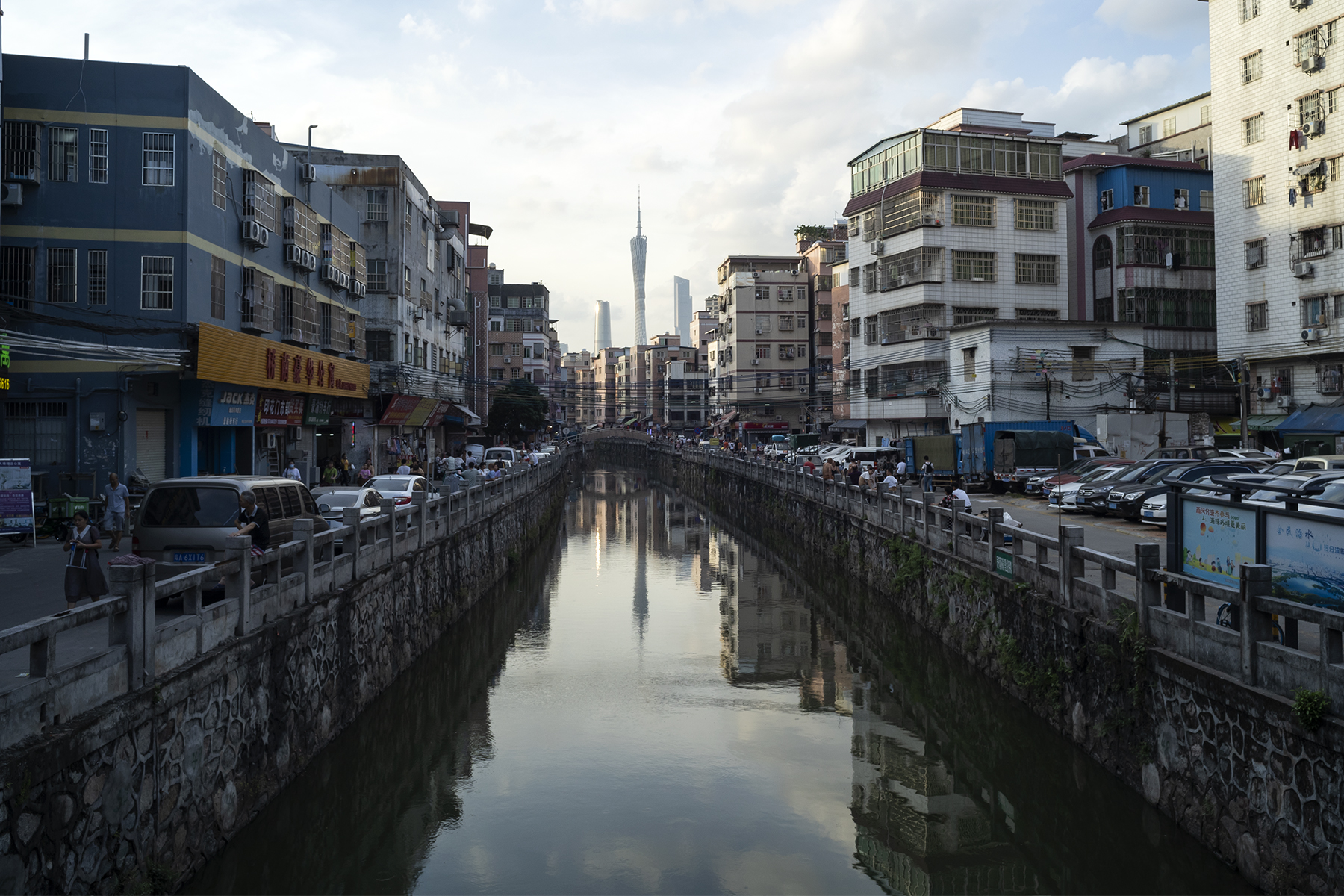
从大塘遥望广州塔

大塘涌自北向南從村中流過，主要有西華、元龍、南華、馬基、東華、東明、華豐、橋南和聚龍大街。
村的西面是廣州大道，東面是江海大道，南面是海珠湖。

## 歷史

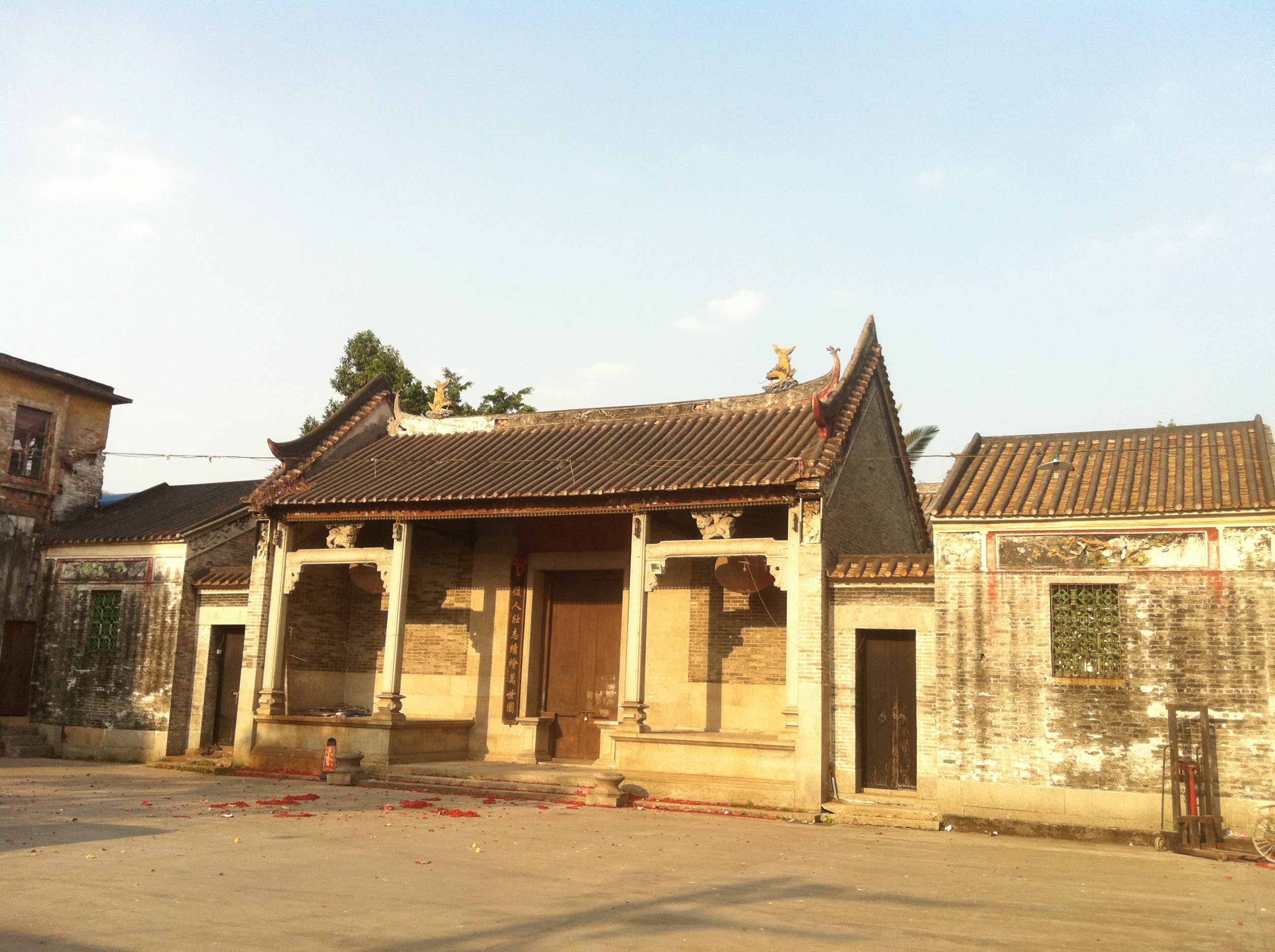
觀蔭李公祠

明末清初調元堂開族之祖李觀蔭從南海中村肇基堂分支到此地，距今已400多年。李氏在村內現存李氏宗祠和觀蔭李公祠，曹氏現存曹氏宗祠，林氏現存林氏宗祠，蘇氏現存蘇氏宗祠。
民國16年（1927年），李福林勢力擴張，因大塘村又名天池村，較有氣勢，於是派人到各村遊說，以“天”字為頭改村名，而民國時期，天河村李姓居多，與當時李福林所在的大塘村等五村為同宗。因大水圳村前有一河，即沙河涌，遂改名天河村。後來，李福林沒落，天池村又改回大塘村。只有大水圳村改名後，人丁興旺，而且“大水圳”讀音不如“天河”順口，天河村名遂保留至今。天河機場、天河路、天河體育中心和天河區區均源於天河村。

## 景點

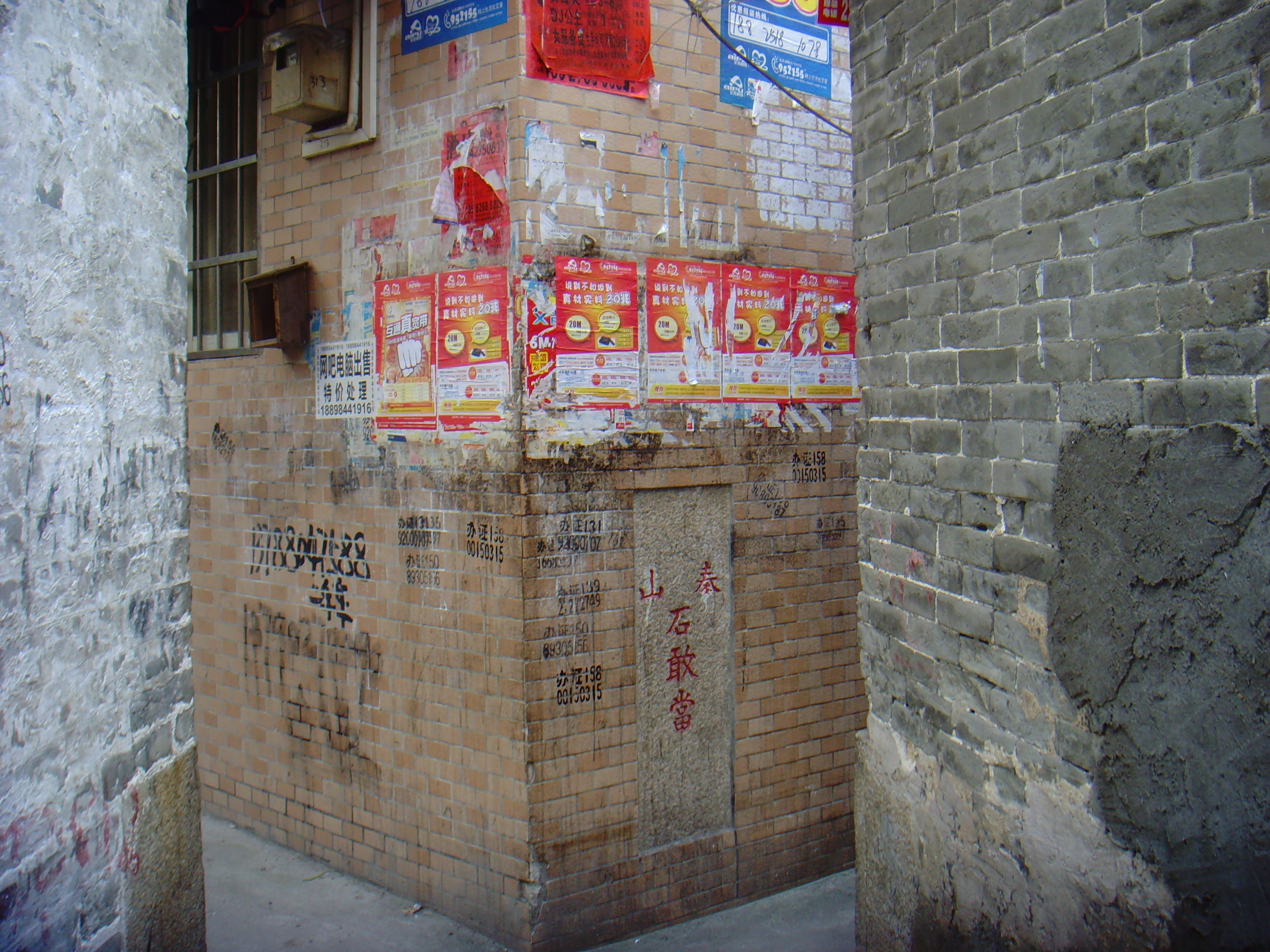
泰山石敢當

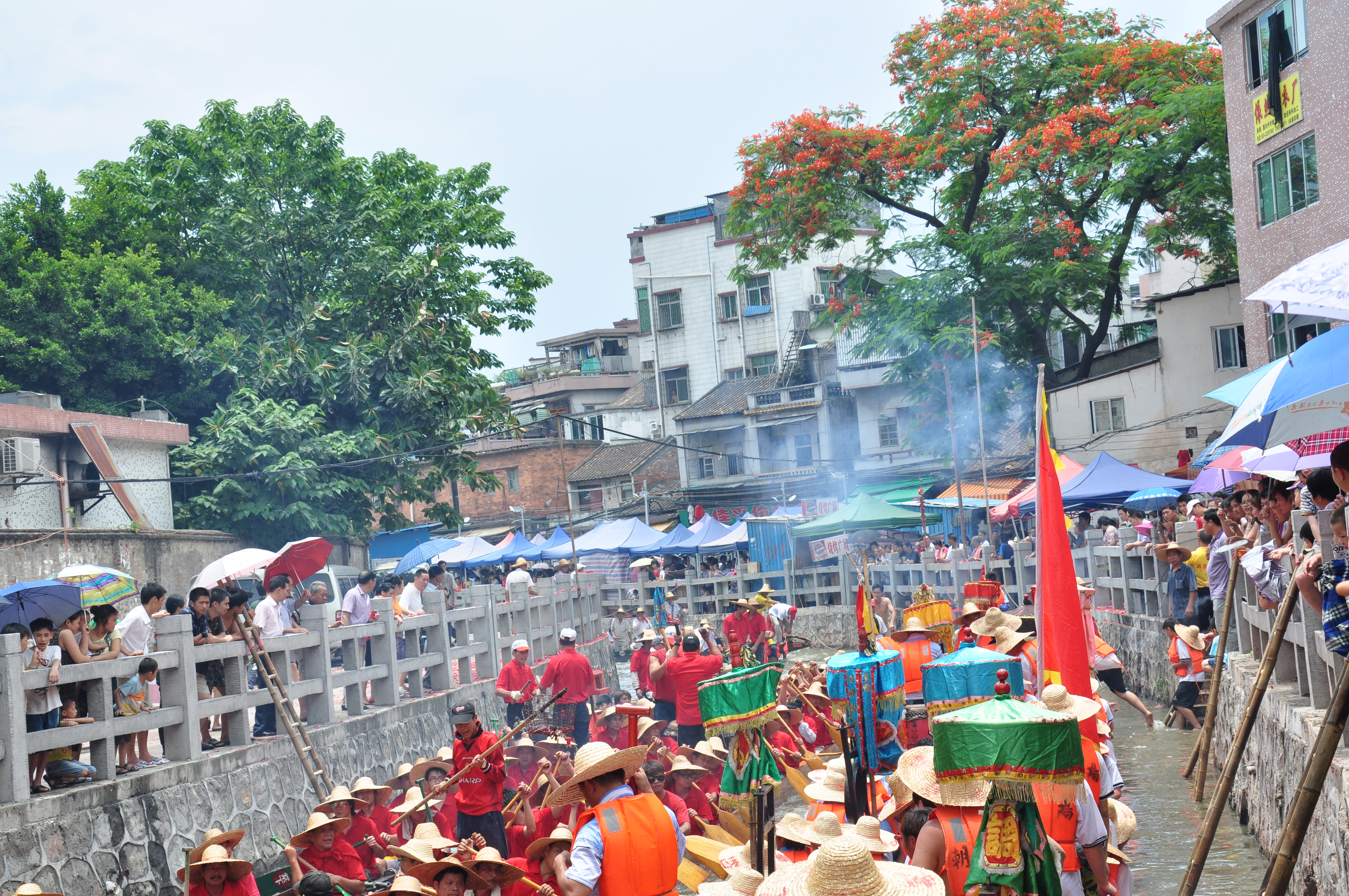
大塘龍船景

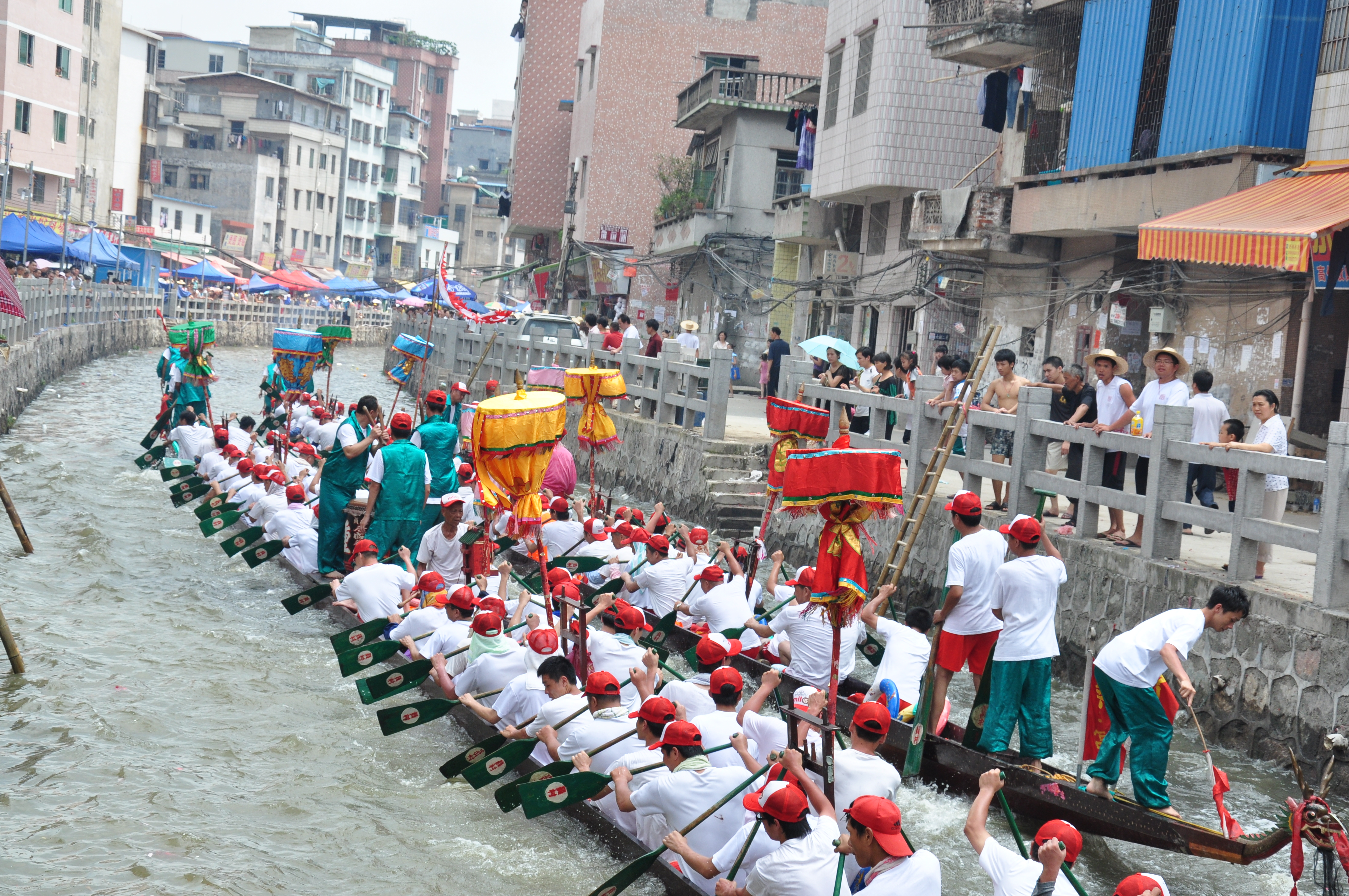
大塘龍船景

### 李福林莊園
又名厚德莊園、園藝場。民國三年（1914年），李福林在大塘一帶開辦厚德圍園藝場（現廣州市海珠區政府、金穗雅園一帶），種植了大量嶺南佳果，以大塘胭脂紅番石榴最為有名。廣州解放前夕，厚德圍園藝場已辦成有500多畝耕地，400多畝過和20多名員工的私人農場。解放后，廣東省人民政府將其收歸國有，并易名“廣州市園藝試驗場”。現在的廣州大道南園藝場公交車站的一帶直到二十世紀80年代仍然是莊園的一部分。90年代中後期，莊園的副樓還曾成為南海城酒樓的園藝場分店。1999年，主樓以“李福林莊園中心區住宅建築”之名，被定為第五批廣州文物。二十一世紀初，大部分園林已被拆除，并已建成德盛園、雅林居、金穗雅園、金穗東苑和廣州市海珠區政府，只剩下莊園的主樓及周邊水榭。

### 海珠湖
原大塘村的果林和菜田，現改建為海珠湖公園。內湖原為果林，以荔枝、龍眼、黃皮為主。

### 觀蔭李公祠
祠堂為李氏後人紀念明朝開族之祖李觀蔭而建的祠堂，中堂名為調元堂。始建年代不明。于1914年重建，佔地1300平方米，保留了一定的明代建築風格。

### 石敢當
村內街巷的部分三岔位置，現存多個泰山石敢當。即使部分村民將平房改建成四五層洋房，巷內的石敢當仍然會被原地保留下來。

### 大塘龍船景
每年的農曆五月初四，也就是端午節正日的前一日，是大塘傳統的龍船景日子。這一天，市內與大塘有血緣或結拜關係的村落都會派龍船到大塘涌趁景，再加上，附近村落的龍船，總的來說，會有五、六十隻龍船左右。由於河涌整治后的效果反復，加上河涌收窄，龍船景已比舊時遜色。中午是大塘村宴請各兄弟、老表村食龍船飯的時候。村內的主要酒樓在這一天都會被預訂了大部分桌子，一天接待的酒席超過兩百圍。

### 其他景點
村內還有部分建築被列為廣州市級文物或廣州歷史建築，例如大塘元龍大街50號的李雍別墅（曾作為大塘朝陽幼兒園），大塘西華大街38號公館（現大塘居委會），大塘西華大街10號民居等。

## 美食

### 大塘番石榴
品種為胭脂紅，本地人又叫雞屎果。該村為中國國內最早種植該品種番石榴的地方，并早在民國時期馳名中外。二十世紀90年代末，隨著園藝場地塊被出售予商品房開發商，還有二十一世紀初的海珠湖工程，大塘番石榴的果樹完全絕跡；

### 大塘燒鵝
廣東人喜愛食燒臘，廣東人聚居的大部分地方都會有燒臘店。廣州人都聽說過大塘燒鵝，這個品牌就源於大塘村，它始創于1981年。當年，大塘村民李啟培先生籌建了大塘食品燒臘加工場。大塘涌邊的新滘公社儲蓄所前有兩間燒臘店，其中一間就是由大塘燒鵝品牌的創始人經營，另外一間雖然不是連鎖品牌，但是品質同樣出色。直到廣州亞運前的河涌整治工程，這兩間燒臘店才消失。